# Michael J. Kennedy
Michael Joseph Kennedy (Nueva York, 25 de octubre de 1897-Washington D. C., 1 de noviembre de 1949) fue un empresario y político estadounidense. Se desempeñó como miembro de la Cámara de Representantes de los Estados Unidos por el 15.º distrito congresional de Nueva York entre 1939 y 1943.

## Biografía
Kennedy nació en Nueva York en 1897 y asistió a la Escuela Parroquial del Sagrado Corazón antes de convertirse en secretario de la Junta Electoral de la Ciudad de Nueva York en 1921. Fue nombrado alguacil de la ciudad de Nueva York en 1923 y sirvió hasta 1938, cuando comenzó a trabajar en el negocio de seguros.
Fue elegido miembro de la Cámara de Representantes de los Estados Unidos en 1938 como demócrata y reelegido en 1940. Sirvió desde enero de 1939 hasta enero de 1943 (76.º y 77.º congresos). No fue candidato a la reelección en 1942 y volvió al negocio de los seguros. Kennedy había estado activo en la organización Tammany Hall y fue el líder de la organización desde 1942 hasta 1944.

## Vida personal
En 1928, Kennedy se casó con Sally Fischer, quien había sido su secretaria en la oficina del alguacil de Nueva York.
El 1 de noviembre de 1949, falleció en el accidente del vuelo 537 de Eastern Airlines en Washington D. C.. Sus restos fueron enterrados en el cementerio Gate of Heaven en Hawthorne, Nueva York.